# Cyrtosia pusilla
Cyrtosia pusilla är en tvåvingeart som beskrevs av Friedrich Hermann Loew 1873. Cyrtosia pusilla ingår i släktet Cyrtosia och familjen svävflugor. Inga underarter finns listade i Catalogue of Life.